# 샤토 라투르
샤토 라투르(프랑스어: Château Latour)는 1855년의 보르도 포도주 공식 분류에서 선정된 5개의 프르미에 크뤼 중 하나인 적 포도주(또는 샤토)이다.

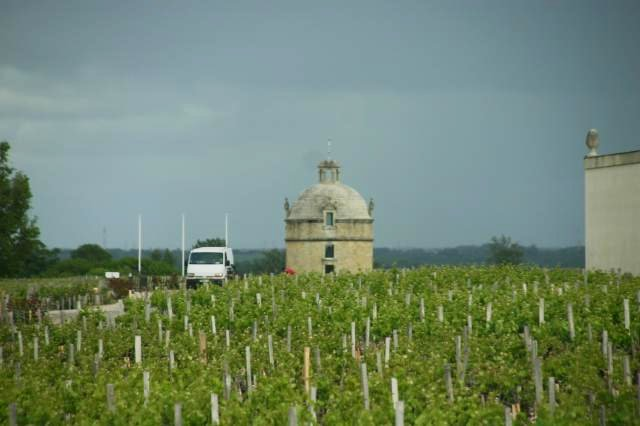
샤토 라투르의 탑

샤토 라투르는 보르도의 북서쪽 메독 레지옹의 포이약 코뮌의 바로 남동쪽에 위치하고 있으며, 생쥘리앙과 경계에 있으며 가론 강 하구로부터 불과 몇 백미터 떨어져 있다. 이 농장에는 65헥타아르의 포도밭이 있고 매년 4만 상자 이상의 포도주를 생산하고 있다. 포도주의 75%는 카베르네 소비뇽, 20%는 메를로, 2내지 3%는 카베르네 프랑과 프티 베르도이다. 이 샤토에서는 세 가지의 적 포도주를 생산한다. 즉, 세계적으로 유명한 그랑 뱅 드 샤토 라투르, 1966년부터 생산되고 있는 레 포르 드 라투르, 1990년부터 생산되고 있으며 지역 이름을 딴 포이약 이렇게 세 가지이다. 그랑 뱅은 보통 75%의 카베르네 소비뇽, 20%의 메를로, 4%의 카베르네 프랑, 그리고 1%의 프티 베르도로 만들어진다.

## 역사
이곳은 적어도 14세기부터 소유된 농장이며, 14세기 후반에는 백년 전쟁 기간 동안 기습에 대비하여 강 하구로부터 300미터 떨어진 곳에 군사 요새가 지어졌다. 이 탑의 이름, 생-모베르 탑 또는 라 투르 앙 생-모베르에서 "라 투르"라는 이곳의 이름이 생겨났다. 이곳은 1453년의 카스티옹 조약 때까지 영국이 지배하였다.
그 당시의 탑은 더 이상 존재하지 않지만, 1620년대에 원형 탑(라 투르 드 생-랑베르)이 이곳에 세워졌다. 이 탑은 이제 비둘기 둥지이지만, 여전히 포도농장의 강한 상징으로 남아 있다.
포도농장은 14세기부터 존재하였으나, 라투르의 세계적으로 위대한 포도농장으로서의 명성은 알렉상드르 드 세구르가 이곳을 상속받은 17세기 후반부터 시작된다. 그는 1716년에는 샤토 라피트도 상속받았다. 1718년 그의 아들, 니콜라-알렉상드르 드 세귀는 샤토 무통과 샤토 칼롱도 사들여 재산을 확대했고 최상급 품질의 포도주를 제조하기 시작하였다.
비록, 샤토 라피트의 명성에는 뒤처졌지만, 라투르 포도주는 훌쩍 성장하였고, 1800년경에는 보르도 포도주 평균 가치보다 그 가치가 20배에 달하게 되었다. 또한, 1855년의 보르도 포도주 공식 분류에서 4개의 프르미에 크뤼 중 하나로 선정됨으로써 성장을 지속하였다. 1860년대에는 현재의 샤토가 지어졌다.
1963년에는 이곳은 세귀 가문의 손에서 벗어났다. 즉 그 상속인이 샤토 라투르의 4분의 3을 영국 회사들인 "하베이즈 오브 브리스톨"과 "피어슨 그룹"에 팔았기 때문이다. 그러나 1989년에는 이를 "얼라이드 도멕"이 11억 파운드에 샀고, 이를 다시 1993년에 프랑스인인 프랑소와 피노가 8억6천 파운드에 샀다.
긴 수명으로 유명한, 우수한 생산년도의 라투르 포도주는 다른 어떤 훌륭한 클라렛 포도주보다도 숙성하는 데 시간이 더 걸린다. 또한 비교적 작황이 좋지 않은 생산년도의 경우에도 라투르는 꾸준히 우수한 포도주를 생산한다. 반면 다른 포도농장은 그렇지 아니하다. 라투르는 전 생산품목을 현대화한 최초의 그랑 크뤼이며 1960년대에는 발효 통을 오래된 오크 나무통에서 스테인레스 스틸로 바꾸었다.

## 빈티지
샤토 라투르의 좋은 빈티지는 1945년, 1959년, 1961년, 1982년, 1990년, 1996년, 2000년, 2003년이다.